# Nathan Fillion
Nathan Fillion, född 27 mars 1971 i Edmonton, Alberta, är en kanadensisk skådespelare som bland annat medverkat i TV-serien Firefly och gjort rollen som Joey Buchanan i  One Life to Live. En annan roll är Richard Castle i TV-serien Castle.

## Filmografi

### TV-serier
- 1994–2007 – One Life to Live (TV-serie)
- 1996 – Spin City (TV-serie)
- 1997 – Total Security (TV-serie)
- 1998 – Two Guys, a Girl and a Pizza Place (TV-serie)
- 1999 – The Outer Limits (TV-serie)
- 2001 – King of the Hill (TV-serie)
- 2002 – Firefly (TV-serie)
- 2003 – Buffy och vampyrerna (TV-serie)
- 2003 – Miss Match (TV-serie)
- 2005 – Pasadena (TV-serie)
- 2005 – Justice League Unlimited (TV-serie)
- 2006 – Lost (TV-serie)
- 2007 – Drive (TV-serie)
- 2007 – Desperate Housewives (TV-serie)
- 2009 – Castle (TV-serie) •
- 2016-2018 - Modern Family (TV-Serie)
- 2018 – The Rookie (TV-serie)

### Filmer
- 1994 – Strange and Rich
- 1998 – Saving Private Ryan
- 1999 – Rätt upp i 90-talet!
- 2000 – Dracula 2000
- 2003 – Water's Edge
- 2004 – Outing Riley
- 2005 – Serenity
- 2006 – Slither
- 2006 – White Noise 2: The Light
- 2007 – Waitress
- 2008 – Trucker
- 2008 – Dr. Horrible's Sing-Along Blog
- 2009 – Chilled in Miami
- 2009 – Wonder Woman
- 2010 – Super
- 2013 – Monsters University
- 2013 – Percy Jackson och monsterhavet

### TV-spel
- 2005 – Jade Empire
- 2007 – Halo 3
- 2009 – Halo 3: ODST
- 2010 – Halo: Reach
- 2014 – Family Guy: The Quest for Stuff
- 2014 – Destiny
- 2015 – Saints Row: Gat out of Hell
- 2015 – Destiny: The Taken King
- 2015 – Halo 5: Guardians
- 2016 – Con Man: The Game
- 2017 – Destiny 2

### Översatt
Den här artikeln är helt eller delvis baserad på material från engelskspråkiga Wikipedia.